# Dan Shor
Daniel Shor (nacido el 16 de noviembre de 1956) es un veterano actor, director, escritor y profesor estadounidense con una carrera de más de 30 años.

## Primeros años
Shor nació y creció en Nueva York. Se graduó en la Universidad Elisabeth Irwin en junio del 1974, y asistió a la Northwestern University en Evanston, Illinois[cita requerida], antes de volver a Nueva York donde tuvo el rol de Alan Strang en la primera compañía nacional de Equus.

## Carrera de actor
Los estudios de Shor continuaron en Davis Center for Performing Arts en el City College de Nueva York y en la Academia de Música y Arte dramático de Londres en Inglaterra antes de ser escogido para A Connecticut Yankee in King Arthur's Court para PBS, y después el papel principal en la miniserie Studs Lonigan de ABC, que lo llevó a Los Ángeles.
Las actuaciones de Shor incluyen Air Force One, Bill & Ted's Excellent Adventure, Tron, Red Rock West, y Wise Blood, de John Huston. Las películas de televisión y miniseries incluyen Friendly Fire, Elvis and the Colonel y Azules y grises (por la que ganó un People's Choice Award). Apareció regularmente en Cagney and Lacey y en otras muchas series de televisión, así como también numerosas apariciones estrella incluyendo al doctor Ferengi en Star Trek: The Next Generation, un rol que repetiría siete años después en Star Trek: Voyager. En 1983, Shor trabajó con el videoclip de "Fight Fire with Fire", de la banda Kansas' y apareció en su vídeo de "Everybody's My Friend". Stage appearances in Los Angeles and San Diego have garnered Shor eight Drama-Logue and LA Weekly premios de actuación.
Desde 1995, Shor ha sido un director residente para la Compañía de Teatro Diversificada, una asociación de teatro multicultural. Escribió y dirigió la Ovation Award ganadora, producción de He Who Gets Slapped con Bud Cort en el Teatro Hudson, así como también producciones en el LA Theater Center, Company of Angels, Court, Zephyr, Two Roads y LA Jewish. Sus producciones han sido honoradas con más de treinta Dramalogue, Ovation y LA Weekly awards.
Además de escribir la obra ganadora de premios He Who Gets Slapped, los créditos de Shor incluyen dos apariciones en pantalla coescritas con el director checo Jiri Weiss. Shor ha trabajado en vídeos y shows como
"Life On Film: Rock", "Ecomaniacs", "State of Liberty", "Fish Out of Water" y otros más de treinta vídeos cortos para Saipán y los Canales de Visitantes de Guam. Su trabajo reciente incluye una prueba de pantalla en el reality show Bigfoot Entertainment y Fashion TV. También enseñó a actuar en la Academia Internacional de Películas y Televisión en Cebú, Filipinas.
Actualmente, vive en Nueva York y está involucrado en juego de conversación experimental "Outpost".

## Filmografía
- Wise Blood (1979)
- Friendly Fire (1979)
- If Things Were Different (1980)
- Strange Behavior (1981)
- Back Roads (1981)
- Tron (1982)
- This Girl for Hire (1983)
- Strangers Kiss (1983)
- Strange Invaders (1983)
- Mike's Murder (1984)
- My Mother's Secret Life (1984)
- Talk to Me (1984)
- Black Moon Rising (1986)
- Mesmerized (1986)
- Daddy's Boys (1988)
- Bill & Ted's Excellent Adventure (1989)
- Solar Crisis (1990)
- Red Rock West (1992)
- Ghoulies III: Ghoulies Go to College (1993)
- Doppelganger (1993)
- Air Force One (1997)
- Night Train (1999)
- Passing Strangers (2009)

### Dirección
- My Angel My Hero (2010)

## Televisión

### Director
- Journeys (2003)
- State of Liberty (2007)

### Actor
- Once Upon a Classic, episodio "A Connecticut Yankee in King Arthur's Court" (1978)[2]
- Studs Lonigan (1979)
- A Rumor of War (1980)
- The Boy Who Drank Too Much (1980)
- Cagney & Lacey (1982)
- The Blue and the Gray (1982)
- Tron (1982)
- My Letter to George (1986)
- Murder, She Wrote (1988)
- Star Trek: The Next Generation (1989)
- Thirtysomething (1989)
- Beauty and the Beast (1989)
- Elvis and the Colonel: The Untold Story (1993)
- Star Trek: Voyager (1996)
- Judging Amy (2000)
- The X Files (2002)